# He Waited
He Waited è un cortometraggio muto del 1913 diretto da Frederick A. Thomson. Sceneggiato dalla famosa attrice Florence Turner, il film fu interpretato da Courtenay Foote, Lillian Walker e Minnie Storey.

## Produzione
Il film fu prodotto dalla Vitagraph Company of America.

## Distribuzione
Distribuito dalla General Film Company, il film - un cortometraggio di 200 metri - uscì nelle sale cinematografiche statunitensi l'8 marzo 1913. Nelle proiezioni, veniva programmato con il sistema dello split reel, accorpato in un'unica bobina con un altro cortometraggio prodotto dalla Vitagraph, il documentario Black Diamonds.